# Заливино (Омская область)
Зали́вино — село в Тарском районе Омской области. Административный центр Заливинского сельского поселения.

## География
Находится в 15 км от районного центра города Тара и в 283 км от Омска. Расположено на реке Ибейка — левом притоке Иртыша. Протяженность села с севера на юг около 2300 м, с запада на восток около 900 м.

## Население
| 1926 | 2002 | 2010 |
| ---- | ---- | ---- |
| 848  | ↗913 | ↘868 |

## История

### XVII век
С момента образования в 1594 году г. Тары вокруг нее стали образовываться русские поселения, функциями которых были: предупреждение внезапных набегов на город и снабжение казаков, стрельцов и служилых людей г. Тары зерном и продовольствием[1].
Основная территория, которая обеспечивала город хлебом, располагалась от реки Ибейка до озера Бутакова. Именно это место стало первоначальным районом русского хлебопашества. От г. Тары на юг до р. Ибейка, уже с 1624 по 1634 годы «вблизи озера Зуева на Ибейке» имелись пашенные земли.
По данным дозорной книги 1624 г. на Зуевом озере и вверх по реке Ибейки располагались следующие заимки и деревни[2]:
1. Деревня Ефтина на Зуевом озере.
2. Деревня «по конец Зуева озера на увале».
3. Деревня Софронова на речке Ибейке.
4. Заимка вверх по речке Ибейке в дуброве.
5. Деревня Сотонина вверх по речке Ибейке.
В 1630—1640-е годы южные окраины Тарского уезда подвергались постоянным набегам калмыков, которые разоряли и сжигали русские деревни. Деревни и заимка на Зуевом озере и р. Ибейки были не исключением.

### XVIII век
В Тарской дозорной книге 1701 г. указано[3]:
«Татарской голова Василей Козьмин сын Заливин сказал. У него сын Алексей семнатцати лет.
Дворовых людей калмыцкой породы — Митька Васильев тритцати лет, Андрюшка Иванов семнатцати лет. У Митьки сын Васька шти лет. Скота пять лошадей з жеребяты, десять скотин рогатых, восмь овец.
А оклад ему, Василью, великого Государя жалованья денег тринатцать рублев с четью, хлеба пять четь с осьминою и полтора четверика, ржи, овса тож. А пашни у него паханые от города наездом на Ичкитовском острову по трети десятины в поле, а в дву по тому ж. Да непаханой земли и лесных и болотных мест пятнатцать десятин. Сенных у него покосов около поль на триста копен. А та у него пашня и сенные покосы в опщих межах з братом ево Степаном Заливиным.
Степан Козьмин сын Заливин сказал. У него дети Федор дватцати пяти лет, Петр дватцати лет. Дворовых людей калмыцкой породы Бориско Иванов дватцати пяти лет, Ганька Иванов дватцати лет.
Скота четыре лошади, пять скотин рогатых, семь овец. А оклад ему, Степану, великого Государя жалованья денег одиннатцать рублев. А за хлебной полной оклад служит с пашни. А пашни у него паханые з братом ево Кирилом в опщих межах, полторы десятины в поле, а в дву по тому ж. Сенных покосов в опщих же межах з братом ево двоюродным, с сыном боярским с Ываном Кириловым сыном Заливиным по речке Ибейке на сто на пятьдесят копен. Владеет с ними, братьями, по общей даной».
В Дозорной книге 1701 г. конкретно неуказано, о существовании д. Заливина, в ней имеются только сведения об использовании пашенных и сенокосных земель Заливиными.

Дети боярские Заливины владели межеванными землями, как указано в дозорной книге «истари», а именно записаны следующие даты:
- «Иван меньшой з братом двоюродным с Васильем Кузьминым сыном Заливиным владеет землей со 187-го году»;
- «Да у большова Ивана Заливина ж сенных покосов вверх по речке Ибейке … Владеет по даной з 205-го году»;
- «Да у Алексея Заливина пашни паханые вверх по Ибейке речке полторы десятины в поле … Владеет … з 207-го году»;
- «отца ево, Алексеева, Кирила Заливина, под увалом и вдоль по увалу, а с третюю сторону Ибейка речка. Владеет … з 201-го году».
то есть 187, 201, 205 и 207 года. Так, указанные в документах года следует считать как:
— 187-й год соответствует 1679 году;
— 201-й год — 1693 году;
— 205-й год — 1697 году;
— 207-й год — 1699 году.
Освоение территории представителями семьи Заливиных, где сейчас расположено село Заливино, началось с 1660—1670-х годов, в это же время появились первые дворовые постройки, а в период с 1702 по 1707 годы образовывается сама деревня.
Картограф С. У. Ремезов указал существование деревни Заливина в своей Хорографической Чертёжной книге Сибири, составленной в 1697—1707 годах.
На карте Тарского уезда Тобольской провинции Сибирского царства, составленной картографом И. К. Кириловым [4] в период с 1722 по 1737 гг. отмечена деревня Заливина.
В дальнейшем, с освоением и изучением территории Сибири, и в частности, Тарского уезда, информации о деревнях и селах в архивных источниках и научно-исторической литературе встречается гораздо больше. Прежде всего, нужно отметить проводимые экспедиции по изучению территорий и учет населения по средствам ревизий.

В период с 13 по 20 июня 1734 году путешественник и ученый Г. Ф. Миллер, побывав в Тарском уезде, сделал запись в своем дневнике[5]:
«Речка Ibei, впадает в Иртыш с западной стороны, в 3 верстах от аула Ruklar, а возникает в 40 верстах отсюда из болота. В эту речку с левой ее стороны в 2 верстах от устья впадает исток из озера Ibei-bueren, которое расположено рядом с речкой и имеет в окружности 5 верст. Недалеко от устья речки Ibei в Иртыше имеется остров длиной в 1 версту. А на самой речке на левом берегу, на дороге от Тары, имеются русские деревни: дер. Заливина в 15 верстах от Тары, дер. Коринова в 4 верстах от Заливиной и дер. Бородихина в 1 версте от Кориновой».
В более поздний период деревня Заливина встречается практически на всех картах Тарского уезда.
Во многих архивных документах деревня была записана как «деревня Заливина», так как ее первыми жителями были представители фамилии Заливиных. Ее основателями по праву можно считать братьев:
1. Василия Кузьмина сына Заливина (1649-?);
2. Степана Кузьмина сына Заливина (1645-?);
3. Алексея Кирилова сына Заливина (1667—1750);
4. Ивана Кирилова сына Заливина (1669-?);
5. Ивана Кирилова сына Заливина (1671-?).
В деревне Заливина, по данным второй ревизии населения 1747 г., из вышеуказанных братьев проживал только Алексей Кирилов сын Заливин 80-и лет от роду [6]. Записан он в ревизии первым, он же «написанный в прежнюю перепись», которая проводилась в период с 1719 по 1723 годы.
| 1747 г. | 1763 г. | 1781 г. | 1795 г. |
| ------- | ------- | ------- | ------- |
| 20 чел. | 23 чел. | 54 чел. | 74 чел. |

### XIX век
В 1897 году в Российской империи проводилась Первая всеобщая перепись населения Российской империи. Деревня Заливина относилась к 7-му переписному участку, 1-му счетному участку и 3-у полицейскому участку.
Согласно Первой переписи населения Российской Империи в деревне проживало 631 человек, из них 337 мужчин и 294 женщины[9].
В д. Заливина насчитывалось 127 жилых дворов. Материал для постройки домов был самым разнообразным: ссыльные крестьяне жили в ветхих постройках, а то и просто в землянках; старожилы в деревянных домах:
| материал для постройки жилого дома / покровный материал крыш | количество строений |
| из дерева / тесом                                            | 97                  |
| из дерева / дерном                                           | 12                  |
| из дерева / землей                                           | 13                  |
| из дерева / деревом                                          | 1                   |
| из дерева / соломой                                          | 1                   |
| из земли / землей                                            | 2                   |
| из глины / соломой                                           | 1                   |

Население деревни, в основном, было старожильческое — 83,2 % жителей родились в данной местности, а 16,8 % — это вновь прибывшие
По возрастным категориям заливинцы распределились следующим образом:
| возрастная категория | количество человек | доля от общего количества жителей, % | доля от общего количества жителей, % |
| -------------------- | ------------------ | ------------------------------------ | ------------------------------------ |
| до 1 года            | 30                 | 4,8                                  | 38,4                                 |
| от 1 года до 15 лет  | 212                | 33,6                                 | 38,4                                 |
| от 16 лет до 20 лет  | 52                 | 8,2                                  | 32,6                                 |
| от 21 года до 30 лет | 76                 | 12,0                                 | 32,6                                 |
| от 31 года до 40 лет | 78                 | 12,4                                 | 32,6                                 |
| от 41 года до 50 лет | 55                 | 8,7                                  | 17,4                                 |
| от 51 года до 60 лет | 55                 | 8,7                                  | 17,4                                 |
| старше 61 года       | 73                 | 11,6                                 | 11,6                                 |

Средний возраст жителей д. Заливина в 1897 году составил около 29 лет. Наибольший процент 38,4 — это люди в возрасте до 16 лет, наименьший — 11,6 % людей в возрасте старше 61 года.
Население деревни было, в основном, православное — 97,6 %, остальная часть имела католическое вероисповедание.
По национальному составу распределились так:
| - русские   | 596 чел. или 94,5 % |
| - малороссы | 18 чел. или 2,9 %   |
| - литовцы   | 2 чел. или 0,3 %    |
| - эстонцы   | 12 чел. или 1,9 %   |
| - поляки    | 3 чел. или 0,5 %    |

55 человек умели писать и читать, из них 41 человек обучались на дому (самоучки), 3 человека — на военной службе, а остальные — 11, в разных училищах (городских, приходских, уездный, церковных). Из 55 грамотных 23 человека — это ссыльные, то есть все поляки, литовцы, 11 эстонцев и 7 русских. Оставшиеся 32 грамотных человека — это старожилы деревни.
| 1812 год | 1834 год | 1850 год | 1858 год | 1897 год |
| -------- | -------- | -------- | -------- | -------- |
| 82 чел.  | 191 чел. | 227 чел. | 292 чел. | 631 чел. |

### XX век
К началу XX века в деревне Заливина имелись школа, контора, мелочные лавки, хозяйственные постройки (амбары) и другие сооружения.
В деревне Заливина вели торговую деятельность купцы II гильдии Лев Михайлович Глизман и Павел Васильевич Мельников, которые скупали молоко у местных крестьян.
Переселенческая Столыпинская реформа 1906—1913 годов внесла большой вклад в экономическую, социальную и демографическую ситуацию в Тарском уезде. В уезд «хлынул» большой поток вольных переселенцев, которые заселили практически всю правостороннюю урманскую часть р. Иртыш. Так как там было отведено огромное количество переселенческих участков.
На заливинской земле и близ лежащих территориях отвели всего несколько таких участков:
 — участок № 449 (поселок Чебаковский) — образован в 1909 году. В 1910 году по журналу общего присутствия Тобольского губернского управления от 15 октября № 660, из переселенцев, водворённых на участке Чебаковском Логиновской волости в числе 14 семей, разрешено образование самостоятельного сельского общества с наименованием его «Чебаковским» с причислением в административном отношении к Логиновской волости. В 1913 году участок продолжал действовать для заселения.
 — участок № 807 (посёлок Казачихинский) — образован между 1910—1913 годами.
В д. Заливина переселилось несколько семей из европейской части Российской Империи. Рост населения способствовал выделению 26 июня 1917 г. из Логиновской волости самостоятельной Кореневской волости, куда вошли село Кореневское, д. Заливина, д. Краснопёрова, п. Чебаковский, п. Казачихинский.
В период Первой мировой войны из д. Заливина было мобилизовано более 50 человек[11].
В 1920 году был образован Кореневский сельский совет, до 1924 год входивший в состав Логиновской волости Тарского уезда. С этого времени в документах стал фигурировать Заливинский сельский совет.
24 сентября 1924 года в соответствии с постановлением Сибревкома в Омской губернии введено новая территориальная единица — район. Кореневский сельский совет стал относиться к Евгащинскому району.
25 мая 1925 года постановлением ВЦИК был образован Сибирский край, сформировавшийся из пяти губерний, в том числе и Омской.
1 октября 1925 года уезды и губернии ликвидировали. В Сибирский край (Сибкрай) вошли 16 округов, в том числе и Тарский округ.
С 1927 года в архивных документах не встречается упоминание о Заливинском сельском совете, имеются материалы только с заседаний бедняков д. Заливина.
17 июня 1929 года был образован Тарский район, Кореневский сельский совет вошел в его состав.
19 июня 1929 года — на основании постановления Сибкрайисполкома ликвидировали Тарский округ.
К 1930 году в Кореневский сельский совет вошли пять деревень и один хутор с центром в с. Коренево.
В 1928 году в Заливино был организован колхоз «Советская деревня». Основная масса работ, за отсутствием техники, производилась вручную. Колхозом руководил Дмитрий Гостев. К 40-м годам XX века в колхоз вступили практически все жители д. Заливина. В числе первых колхозников были Заливина Варвара Ивановна, Красноперов Михаил Ефимович, Ситников Федор Петрович, Скуратов Андрей Александрович, Неупокоев Кирилл Иванович, Скуратов Алексей Иванович, Гурова Александра Еремеевна, Синогина Аксинья Ивановна, Скуратов Василий Иванович.
В 1937 году в колхоз «Советская деревня» поступил первый трактор.
| 1922 год | 1926 год | 1930 год | 1935 год |
| -------- | -------- | -------- | -------- |
| 720 чел. | 872 чел. | 931 чел. | 632 чел. |

В июне 1941 года ушли первые добровольцы на фронт. Председателем переизбрали Гурьева Илью Михайловича.
В 1950 году образовался колхоз им. Фрунзе. К 1958 г. произошло объединение. В состав колхоза имени Фрунзе вошли пять деревень: Коренево, Бородихино, Заливино, Фрунзе, Сибирка.
В 1957 году в деревню провели радио.
В 1963 году открыли сезонные детские ясли.
В 1967 году открыт новый дом культуры.
1 марта 1967 года был издан приказ № 36а об образовании на базе закреплённых земель и общественного имущества, принадлежащих сельскохозяйственной артели имени Фрунзе с четырьмя производственными отделениями вместо комплексных бригад. Так начало свое существование Опытно-производственное хозяйство имени Фрунзе. В состав хозяйства вошли четыре отделения, самое большое первое с центральной усадьбой Заливино, а также второе — Фрунза, третье — Коренево и Бородихино, и четвертое, находящееся вблизи г. Тары.
В 1968 году открыта сельская библиотека.
В 1971 году главному агроному хозяйства Беленку Иосифу Михайловичу присвоено звание «Заслуженный агроном РСФСР».
В 1975 году открыт мемориал погибшим односельчанам в период Великой Отечественной войны.

Из районной газеты «Ленинский путь» (октябрь 1986 года):
«… сегодня фрунзенцы получают самые высокие урожаи в Зауралье — до 40 ц/га зерновых. ОПХ им. Фрунзе снабжает элитными семенами новых перспективных сортов весь регион Омской области»
«…в результате благотворного влияния аграрной политики партии значительно укрепились материально-техническая база и экономика колхозов и совхозов района, улучшилась жизнь колхозников и рабочих колхозов. С каждым годом растет техническая оснащенность хозяйств, увеличивается поступление минеральных удобрений, наращиваются темпы мелиоративных работ»
«…в 1986 году было произведено 10256 тонн зерна, 3845 тонн молока, 548 тонн мяса. Производительность труда возросла более чем на 14 %, а себестоимость продукции снижена на 2,8 %»

«…центральной усадьбой хозяйства — село Заливино — стало агрогородком. На месте старых построек выросли современные дома благоустроенного типа. По селу проложен асфальт, проведен водопровод. Заливино связано с городами регулярным автобусным движением. В хозяйстве имеется: 250 квартир, есть гостиница, столовая, дом культуры, семь магазинов, детский сад, школа, музыкальная школа, библиотека»
В 90-е годы в связи со сложной экономической обстановкой в стране, в хозяйстве резко снизились все производственные показатели.

### XXI век
В начале 2000-х годов и по настоящее время хозяйство ООО ОПХ им. Фрунзе остаётся в числе лидеров по сельскохозяйственному производству в Тарском муниципальном районе Омской области.
В августе 2014 года было начато строительство новой церкви и буквально уже 12 июля 2016 года состоялось освящение храма в честь Святых апостолов Петра и Павла. Храм назван в честь сгоревшей церкви в д. Коренево. Чин освящения и Божественную литургию совершил епископ Тарский и Тюкалинский Савватий.

## Образование
Заливинская одноклассная смешанная школа грамоты была учреждена 2 сентября 1887 года. Действовала она на основании положения, утверждённого 13 июня 1884 года, когда были учреждены церковные школы. В эту школу поступали дети всех сословий от 8 до 11 лет, которым после окончания курса выдавались свидетельства, предоставляющие по отбыванию воинской повинности права окончивших курс в учебных заведениях IV разряда. Обучали детей лица как правоспособные, так и неправоспособные, у первых имелось свидетельство на преподавание, а у последних не имелось такого документа.
Школа была подведомственна Тобольскому епархиальному училищному совету. С 1895 года подведомственна Омскому епархиальному училищному совету.
Попечителя у школы не было. Законоучитель приходской священник. Учитель, тарский мещанин из ссыльных, за обучение получал от родителей учащихся, при готовом от них столе и квартире по 30 копеек в месяц с ученика.
В 1888 году школа располагалась в избе крестьянина Евтина.
Позже в 1900 году в деревне было учреждено Заливинское начальное народное сельское училище (земская школа). На 1 января 1909 года в школе обучалось 9 мальчиков и 2 девочки.
В 1909 году на содержание школы было выделено из земских сборов 350 рублей, от сельского общества 97 рублей.

В советское время Заливинский сельский совет большую роль отводили постройке школы и «борьбе с ликвидацией безграмотности» в деревне. 
В Заливинский сельский совет из Евгащинского райисполкома. 21 декабря 1925 г.
Управление делами Окрисполкома предлагает объявить уполномоченному гражданину д. Заливина товарищу Пилипенко Степану Евграфовичу на поданное им заявление, что школу можно открыть при условии оплаты за счет общества, оплата учителя также за счет общества по утвержденному бюджету ставке в течение всего года.
На будущий же год такая школа содержанием будет принята на местный бюджет.
Управляющий отделом Окрисполкома [Молодых][12]
В 20-х годах сельская школа располагалась в доме по ул. Набережной. Затем школа находилась в доме Ситникова на правах квартиранта, из-за нехватки места в 1931 г. братья Плахины построили новую начальную школу, здание которой в 60-е годы перешло под детский сад.

На борьбу с неграмотностью мобилизовывались все местные средства. Из протокола №2 совещания председателей от 29 ноября 1938 г.: 
1. Считать работу по Кореневскому сельскому совету по ликвидации неграмотности и малограмотности не начатой, ввиду того, что этим вопросом руководители колхозов, а также учителя не занимались, что шло это дело на самотёк, отсюда и результаты.
2. Обязать председателей сельских советов, колхозов, колхозных бригадиров, учителей уточнить неграмотность и малограмотность в каждом населенном пункте, закрепить за каждым участком проведения занятия с 1 декабря 1938 г. Организовать на основе массовой разъяснительной работы 100% населения.
3. Обязать председателей сельских советов, колхозы создать все условия в отношении снабжения топливом как школ, так и квартиры учителей, подвозкой и распилкой дров.
4. Заключить социальные договора сельских советов с колхозами на лучшую работу по ликвидации неграмотности и малограмотности…»
В 1966 году сдано в эксплуатацию здание новой деревянной школы.
В 1973 году построена новая двухэтажная школа, в которой и по настоящее время идет учебный процесс.

В 2015 году Заливинской школе присвоено имя героя Советского Союза, уроженца д. Бородихино Васильева Василия Ивановича, участника Великой Отечественной войны. 
Васильев Василий Иванович (1922-1980 гг.). В ноябре 1941-о призван в РККА. После учебы в Омском военно-пехотном училище им. Фрунзе был отправлен на фронт под Москву, где был ранен. В 1942-м воевал под сталинградом, вновь был ранен. После выздоровления обучался в танковом училище. В звании лейтенанта в конце 1943 г. назначен командиром взвода танков на 1-й Украинский фронт. прошел боевой путь от Киева до Берлина. При освобождении Польши взвод л-та Васильева уничтожил большое количество вооружения, живой силы и боевой техники врага. 10 апреля 1945 г. Васильеву В.И. присвоено звание "Герой Советского Союза" [13].